# Joseph-Sauveur-Jacques Graffan
Joseph Sauveur Jacques Graffan est un homme politique français né le 6 août 1757 à Thuir (Pyrénées-Orientales) et décédé à une date inconnue.
Fils d'un notaire, il est licencié en droit. Il est député du tiers état aux États généraux de 1789, pour la province de Roussillon.

## Sources
- « Joseph-Sauveur-Jacques Graffan », dans Adolphe Robert et Gaston Cougny, Dictionnaire des parlementaires français, Edgar Bourloton, 1889-1891 [détail de l’édition]